# Epidonta
Epidonta is een geslacht van vlinders van de familie tandvlinders (Notodontidae), uit de onderfamilie Notodontinae.

## Soorten
- E. atra (Gaede, 1916)
- E. brunnea (Rothschild, 1917)
- E. brunneomixta (Mabille, 1897)
- E. decipiens (Kiriakoff, 1960)
- E. duplicata Kiriakoff, 1962
- E. eroki Bethune-Baker, 1911
- E. fulva Kiriakoff, 1962
- E. hulstaerti Kiriakoff, 1962
- E. inconspicua Kiriakoff, 1962
- E. insigniata (Gaede, 1932)
- E. mediata Kiriakoff, 1962
- E. punctata Kiriakoff, 1962
- E. transversa (Gaede, 1928)